# Carol Twombly
Carol Twombly (Concord, Massachusetts, Estats Units, 13 de juny de 1959) és una cal·lígrafa i tipògrafa contemporània estatunidenca, coneguda per les seves creacions tipogràfiques Lithos, Trajan o Myriad (amb Robert Slimbach).

## Vida i estudis
Carol Twombly va estudiar arquitectura a l'Escola de Disseny de Rhode Island, però la influència del seu professor Charles Bigelow i el seu soci Kris Holmes van estimular en la dissenyadora l'interès per la tipografia. Li van donar l'oportunitat de desenvolupar les seves inspiracions tipogràfiques al seu estudi Bigelow & Holmes, durant els mesos d'estiu. Després de la seva graduació, impulsada també per Charles Bigelow, va cursar un Màster de Tipografia Digital a la Universitat Stanford amb un grup petit d'estudiants seleccionats. Carol Twombly va treballar després per a l'estudi Bigelow & Holmes durant quatre anys.
Des de 1988 fins al 1999 ha desenvolupat les seves creacions per a Adobe Systems, contribuint amb el disseny de lletres tipogràfiques molt conegudes, com les anomenades anteriorment Lithos, Trajan o Myriad o l'Adobe Caslon, adaptació digital de la llegendària Caslon del segle xviii.
El 1999 es va retirar del disseny de tipus per centrar-se en altres activitats artístiques com el disseny de tèxtils i joies.

## Premis
Carol Twombly ha guanyat els següents premis:
- 1980ː Joan Schewmon Memorial Award
- 1984: Amb la lletra tipogràfica Mirarae, va obtenir el primer premi de text en llatí, en el Concurs de Disseny de tipografia Morisawa (Japó). Va ser el primer any que s'establia el Morisawa prize of international typeface contest.
- 1992, Premi Rising Star, Mac User Magazine
- 1994: Premi Charles Peignot, concedit per la ATypI, Associació Tipogràfica Internacional (San Francisco, Estats Units).[8] Aquest premi s'atorga a dissenyadors menors de 35 anys. El guanyador és elegit per un comitè de membres de l'Associació Tipogràfia Internacional. Twombly va ser la primera i única dona en rebre aquest prestigiós premi.

## Les lletres tipogràfiques de Carol Twombly
Llista de creacions tipogràfiques i classificació
|                 |                                 |      | Classificació | Classificació                  | Classificació |
| Tipus de lletra | Dissenyador/a/s                 | Any  | Thibaudeau    | Vox-ATypI                      | DIN 16518     |
| --------------- | ------------------------------- | ---- | ------------- | ------------------------------ | ------------- |
| Mirarae         | Carol Twombly                   | 1984 |               |                                |               |
| Charlemagne     | Carol Twombly                   | 1989 |               |                                |               |
| Lithos          | Carol Twombly                   | 1989 |               |                                |               |
| Trajan          | Carol Twombly                   | 1989 | Romana Antiga | Incisses                       | Incisses      |
| Adobe Caslon    | Carol Twombly                   | 1990 |               |                                |               |
| Myriad          | Carol Twombly i Robert Slimbach | 1992 | Pal sec       | Modernes Lineals Humanístiques | VI.Lineals    |
| Viva            | Carol Twombly                   | 1993 |               |                                |               |
| Nueva           | Carol Twombly                   | 1994 |               |                                |               |
| Zebrawood       | Carol Twombly                   | 1984 |               |                                |               |

## Galeria

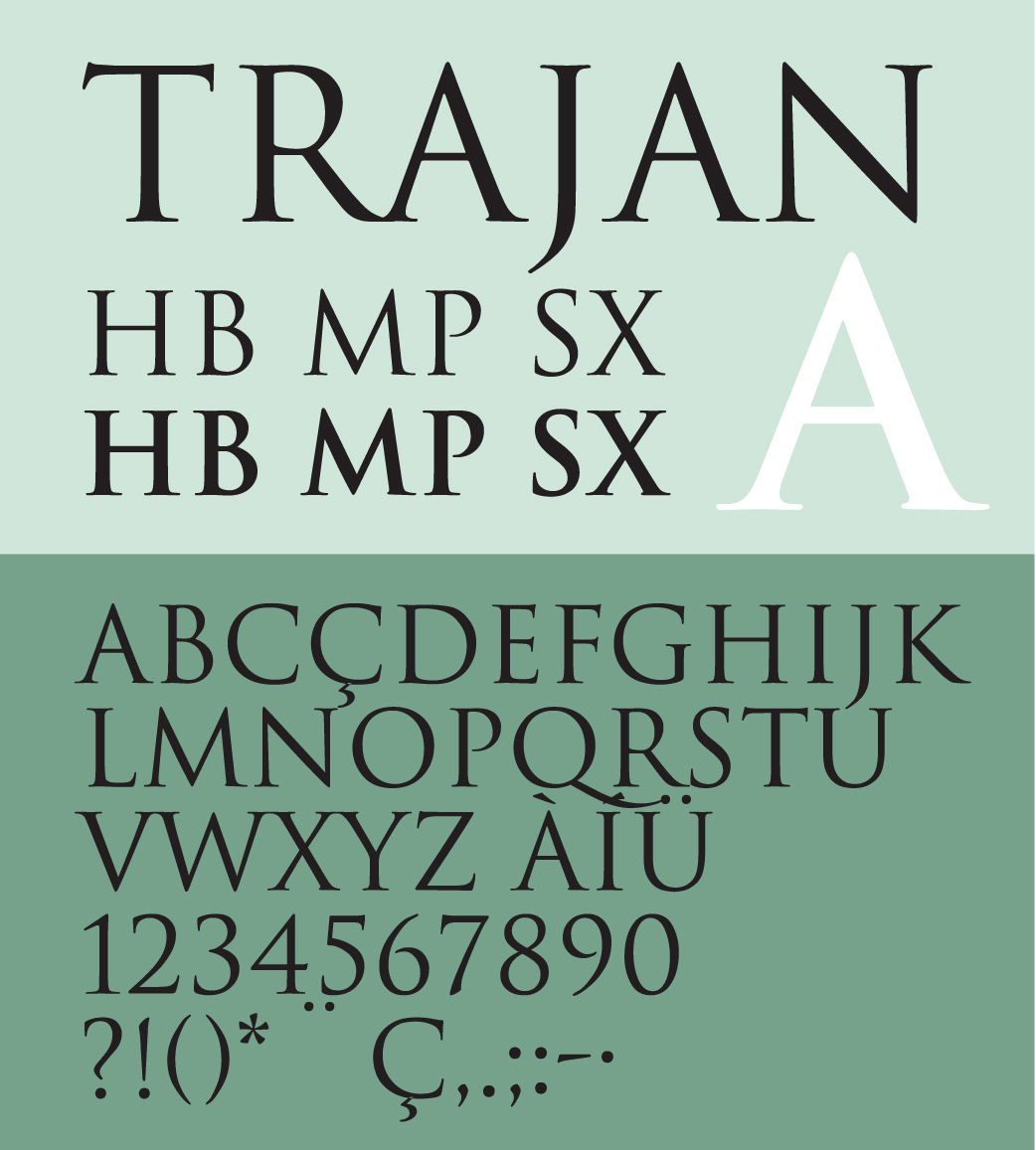
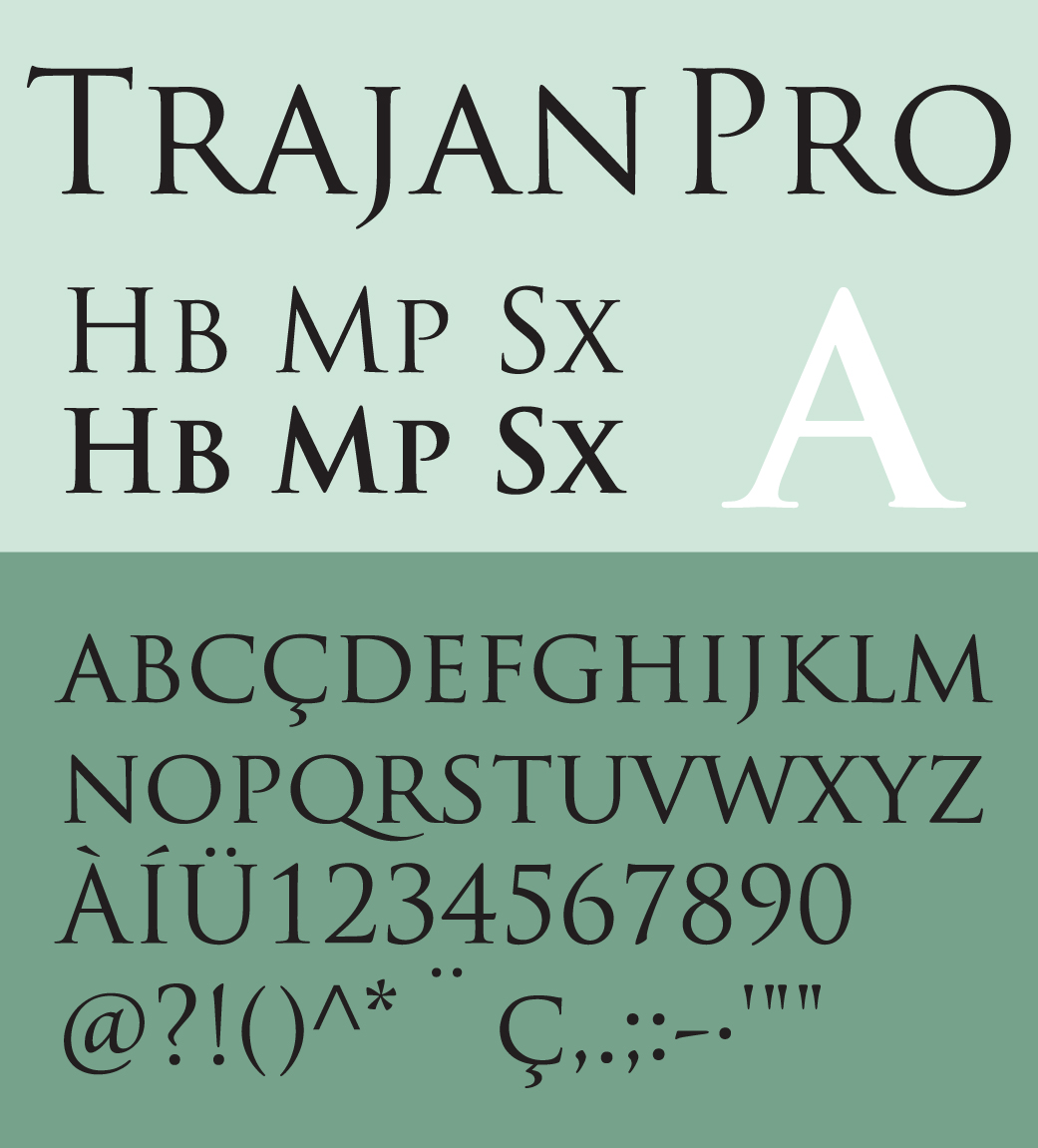